# Бого Јан
Богомир „Бого” Јан (словен. Bogomir »Bogo« Jan; Јесенице, 20. фебруар 1944 — Радовљица, 10. март 2018) био је југословенски и словеначки хокејаш на леду. Као играч прво је играо на позицијама одбрамбеног играча, да би каријеру окончао као класични нападач.
Готово целокупну играчку каријеру провео је у редовима Акрони Јесеница са којима је наступао у Југословенској првој лиги.
Био је стандардни члан сениорске репрезентације Југославије за коју је наступио на укупно 15 светских првенстава, те на три олимпијскиа турнира — ЗОИ 1964. у Инзбруку, ЗОИ 1968. у Греноблу и на ЗОИ 1972. у Сапороу. Занимљиво је да је Јан постигао једини погодак југословенске репрезентације против Канаде коју су Југословени на олимпијском турниру у Греноблу 1968. изгубили са 1:11.